# Кибрик Євген Адольфович
Євге́н Адо́льфович Ки́брик (у 1920-ті роки — Герц; 21 лютого 1906, Вознесенськ — 18 липня 1978, Москва) — радянський художник і педагог; член-кореспондент з 1949 року та дійсний член з 1962 року Академії мистецтв СРСР. Лауреат Сталінської премії за 1948 рік; народний художник СРСР з 1967 року.

## Біографія
Народився 8 [21] лютого 1906 року в місті Вознесенську (нині Миколаївська область, Україна) в заможній єврейській сім'ї управляючого хлібоекспортної компанії. Протягом 1914—1922 років навчався у місцевій гімназії. У 1922 році вступив на факультет живопису Одеського художнього інституту, де спочатку навчався в художній майстерні Павла Волокидіна, згодом перейшов до майстерні Теофіла Фраєрмана. Одночасно з навчанням працював карикатуристом у газеті «Молодая гвардия».
У 1925 році переїхав у Ленінград, де до 1927 року навчався у Вищому художньо-технічному інституті, був учнем Кузьми Петрова-Водкіна, Сергія Присєлкова, Олександра Савінова, Аркадія Рилова. Під час навчання заробляв на життя оформлення рекламних плакатів, вивісок, макетів, діаграм; працював театральним замальовником у журналі «Смена», ілюстратором в журналі «Юный пролетарий», оформлював книги у видавництвах. Протягом 1926—1930 років був членом об'єднання «Майстрів аналітичного мистецтва», працював з Павлом Філоновим.
Упродовж 1930—1932 років мешкав у Москві, де організував студію «ІЗОРАМ» («Образотворче мистецтво робітничої молоді»); з 1932 року — знову у Ленінграді. В роки німецько-радянської війни у 1941—1943 роках перебував в евакуації у місті Самарканді, де протягом 1942—1943 років очолював графічну майстерню Ленінградського інституту живопису, скульптури та архітектури. 1943 року повернувся до Москви. З 1953 року викладав у Московському художньому інституті імені Василя Сурикова (з 1954 року — його професор), одночасно з 1967 року очолював творчі майстерні графіки при Академії мистецтв СРСР. Серед учнів: Володимир Межевчук, Афанасій Мунхалов, Віктор Попков, Еллей Сівцев, Микола Щеглов.
З 1970 року мешкав у Москві у Містечку художників в будинку № 3 на вулиці Верхній Масловці. Помер 18 липня 1978 року в Москві. Похований на Новодівочому цвинтарі (ділянка № 9). У 1980 році на могилі встановлений надгробок (бронза, граніт).

## Творчість
Працював у галузях станкової і книжкової графіки, переважно у техніці літографії та малюнка чорною аквареллю і вугіллям. Ілюстрував і оформляв книги для Детгизу, видавництв «Художня література», «Молода гвардія» та інших. Серед робіт:
ілюстрації до творів
- «Підпоручик Кіже» (1930; оригінали в Третьяковській галереї[3]) і «Смерть Вазір-Мухтара» (1932) Юрія Тинянова;
- «Слідами героя» (1933) і «Невська повість» (1934) Дмитра Лаврухіна;
- «Падіння Кімас-озера» Геннадія Фиша (1934);
- «Кола Брюньон» (1935, срібна медаль на Всесвітній виставці в Парижі, 1937; неодноразово перевидавалась у 1936—1977 роках[3]) і «Зачарована душа» Ромена Роллана (1959) Ромена Роллана;
- «Казки» (1936) і «Борис Годунов» (1965, золота медаль Академії мистецтв СРСР, 1964; срібна медаль Міжнародної виставки мистецтва книги в Лейпцигу, 1965; диплом 1-го ступеня на Всесоюзному конкурсі «Найкращі книги 1965 року»; оригінали в Третьяковській галереї; перевидавалась у 1981 році[3]) Олександра Пушкіна;
- «Легенда про Уленшпігеля» Шарля де Костера (1938; неодноразово перевидавалась у 1947—1983 роках);
- «Тарас Бульба» (1946; неодноразово перевидавалась у 1948—1981 роках) і «Портрет» (1977, спеціальний диплом на Всесоюзному конкурсі «Найкращі видання 1979 року») Миколи Гоголя[3];
- «Героїчні билини» (1951, перевидавалась у 1958, 1962 роках) і «Як гартувалася сталь» Миколи Островського (1958, диплом на Всесоюзному конкурсі «Найкращі книги 1958 року», бронзова медаль на Всесвітній виставці в Брюсселі, 1958; частина оригіналів у Третьяковській галереї і Музеї Миколи Островського[ru] в Сочі; низка перевидавалась у 1961—1978 роках)[3];

Постійно виконував (олія, акварель) пейзажні етюди та натюрморти, замальовки, серед них портретні — діячів культури («Актори МХАТ СРСР Василь Качалов і Микола Баталов у виставі „Бронепоїзд 14-69“ Всеволода Іванова» — туш, перо, 1927, тощо). В 1930—1932 роках оформляв вистави в Московському театрі робочої молоді — «Клич, фабком!» С. Єршова та І. Коровкіна та інші.
станкові твори на історико-революційні теми
- «Степан Халтурин і Віктор Обнорський за роботою над програмою Північного союзу російських робітників. 1878 рік» (вугілля, 1940, Третьяковська галерея; повторення — літографія, 1940)[3];
- «Володимир Ленін в 1917 році» (серія — вугілля, 1946—1947; «Володимир Ленін в підпіллі. Липень 1917 року», «Володимир Ленін у Розливі», «24 жовтня вночі в Смольний прибув Володимир Ленін» і «Є така партія!», Музей Володимира Леніна у Москві[ru])[3];
- «Володимир Ленін приїхав!» (соус, вугілля, 1956; варіант — 1957, Третьяковська галерея)[3];
- «Володимир Ленін на суботнику», «Зустріч Володимира Леніна на Фінляндському вокзалі», «Революція перемогла!», «У Смольному» (всі соус, вугілля, 1956—1959, Третьяковська галерея; срібна медаль Академії мистецтв СРСР, 1959)[3];
- «Володимир Ленін» (вугілля, 1969, Національний музей «Київська картинна галерея»)[3];
- «1917 рік» (серія — темпера, олія, 1968—1971; «Напередодні» — темпера, «Повстання», «Жертви» і «Перемога» — олія, Третьяковська галерея)[3].

Деякі роботи та їхні фрагменти репродукувалися у виданнях поеми «Володимир Ілліч Ленін» Володимира Маяковського (1957, срібна медаль на Міжнародній виставці мистецтва книги в Лейпцигу, 1959; низка перевидавались у 1960—1982 роках).
портрети
- «Дівчина» (вугілля, картон, крейда, 1924);
- автопортрети (акварель, 1926 і акварель, туш, пензель, перо, 1928, Третьяковська галерея; олія, 1956);
- «Художник Соломон Юдовін» (вугілля, 1934, Третьяковська галерея);
- «Коваль Бандін з дружиною» (акварель, 1935);
- «Ромен Роллан» (літографія, картон, 1935);
- «Парашутистка Настя Галушина» (акварель, 1936);
- «Мистецтвознавець Андрій Чегодаєв» (олія, 1954);
- «Художник Юрій Піменов» (олія, 1965, Третьяковська галерея);
- «Художник Анатолій Кокорін» (акварель, картон, 1977).

серії
- «Комуна „Новий шлях“» (акварель, картон, гуаш, сангіна, 1930, Третьяковська галерея, Державний Російський музей);
- «Північнокавказька» (акварель, картон, гуаш, сангіна, 1937, частина — в Державному Російському музеї, Державному музеї образотворчих мистецтв імені Олександра Пушкіна);
- за мотивами повісті «Портрет» Миколи Гоголя (літографії, 1973—1975).

Незакінченим лишився цикл ескізів до трагедії «Отелло» Вільяма Шекспіра, через раптову смерть.

У роки німецько-радянської війни виконав:
серії малюнків (1943)
- «Сталінград» (вугілля, чорна крейда, картон, частина у Державному музеї образотворчих мистецтв імені Олександра Пушкіна та Волгоградському музеї образотворчих мистецтв);
- «Фархадстрой» (картон, акварель, вугілля, частина у Державному музеї образотворчих мистецтв імені Олександра Пушкіна та Третьяковській галереї);
- «Земля Узбекистану» (картон, частина у Державному музеї образотворчих мистецтв імені Олександра Пушкіна та Третьяковській галереї);

плакати
- «Відважні піхотинці! Ворог не виносить червоноармійських ударів…» (1941).

Брав участь у роботі творчого колективу ленінградських художників і поетів «Бойовий олівець» (1941).

У результаті зарубіжних поїздок виконав серії (архітектурні пейзажі, жанрові сцени):
- «Італія» (акварель, картон, сепія — 1956; акварель — 1962; акварель, гуаш, туш, перо — 1966—1968);
- «Францією» (туш, пензель, перо, пастель, 1959, частина у Державному музеї образотворчих мистецтв імені Олександра Пушкіна);
- «Мюнхен» (акварель, 1965).

### Виставки
Брав учать у художніх виставках з 1927 року. Його твори експонувалися на зарубіжних виставках у Франції у 1936 і 1960 роках, Болгарії у 1936 році, Великій Британії у 1938, 1945 і 1961 роках; США у 1940, 1959, 1963 і 1973 роках; Польщі у 1946 і 1954 роках, Сирії у 1955 і 1956 роках, Бієнале у Венеції у 1956 році, Болгарії, Румунія і Єгипті у 1956 році, Угорщині у 1956 і
1973 роках, Ісландії у 1958 році, Швейцарії та Мексиці у 1959 році, Міжнародній виставці графіки в Любляні у 1959 році, Німецькій Демократичній Республіці у 1959, 1968 і 1974 роках; Кубі та Ефіопії у 1960 році, Чехословаччині у 1960 і 1974 роках, Бразилії у 1961 році, Італії у 1962 і
1976 роках.
Персональні виставки його робіт відбулися в Ленінграді у 1937, 1966 і 1978 роках, Москві у 1946, 1952, 1956, 1959, 1966, 1975 і 1976 роках, Одесі та Харкові у 1952 і 1976 роках, Львові у 1952 році, Києві та Кишиневі у 1976 році, Владимирі, Ярославлі та Вологді у 1977 році, Миколаєві у 1985 році, а також у Берліні та Айзенасі у 1976 році.

## Публікації
Автор низки статей і книг, присвячених теорії та практиці образотворчого мистецтва:
- Творчий шлях ІЗОРАМА / «Советское искусство», 27 травня 1932;
- У пошуках народності / «Литературный современник», 1937, № 1, с. 226—228;
- Кола задоволений / «Советское искусство», 3 лютого 1938;
- Радянський естамп / «Известия», 30 вересня 1938;
- Образ великого Леніна / «Советское искусство», 29 квітня 1950;
- Найбагатше джерело творчості / «Литературная газета», 30 вересня 1950;
- Образ великого вчителя / «Советское искусство», 16 січня 1951;
- Композиція картини / «Советская культура», 15 жовтня 1953;
- Про станкову графіку / «Советская культура», 11 червня 1955;
- Ленінська тема / «Советская культура», 21 квітня 1956;
- Історія і художник / «Культура и жизнь», 1957, № 11, с. 67-71;
- Ображена краса / «Комсомольская правда», 4 червня 1959.

Написав книгу спогадів «Праця й думки художника», що була опублікована у 1984 році.

## Відзнаки
- Сталінська премія ІІІ ступеня (1948; за графічні аркуші «Є така партія!» і «Ленін у Розливі»[5]);
- Нагороджений орденами Трудового Червоного Прапора (1956) та Леніна (1976);

почесні звання СРСР
- Заслужений діяч мистецтв РРФСР з 1948 року[8];
- Народний художник СРСР з 1967 року.

## У мистецтві
- Портрети художника виконали Ксенія Клементьєва (картон, 1939), Михайло Таранов (дружній шарж — акварель, туш, перо, 1952), Дмитро Шварц (граніт, 1957), Кукринікси (дружній шарж — акварель, туш, перо, 1957), Микола Жуков (картон, 1962), Індуліс Зарінь (олія, 1979)[8];
- Творчості художника присвячений фільм «Художник Є. А. Кибрик» (Леннаучфільм, 1979; режисер Марія Клігман)[10] і телевізійна передача Центрального телебачення СРСР «Є. А. Кибрик» (1982)[8].

## Вшанування
- У 1980 році в Москві, на фасаді будинку на вулиці Верхній Масловці, № 3, де мешкав художник, йому встановлена меморіальна дошка (гранітний барельєф, скульптор Лев Кербель)[8][11];

У Вознесенську
- У 1981 році, на фасаді будинку на вулиці Урсулова, № 1, в якому розміщувалася гімназія, де навчався майбутній художник, йому встановлена бронзова меморіальна дошка з барельєфом[4];
- Його ім'ям названо одну з вулиць міста;
- У жовтні 1985 року відкрився Художній музей імені Євгена Кибрика.